# FinKL
Le FinKL (핑클?, PingkeulLR, acronimo di Fin/Fine Killing Liberty, reso graficamente come Fin.K.L) sono un girl group K-pop sudcoreano formatosi nel 1998.
Fanno parte della "prima generazione" degli idol K-pop, e il loro debutto nel 1998 con l'album Blue Rain ha segnato l'inizio dell'era dei gruppi femminili in un'industria prevalentemente maschile. Hanno pubblicato diverse hit tra cui To My Boyfriend, Ruby, White e Forever Love, la loro canzone rappresentativa, diventando uno dei gruppi K-pop più popolari dei tardi anni Novanta. Dal 2002 i quattro membri hanno intrapreso attività soliste.

## Nome
Il nome FinKL, acronimo di "Fin Killing Liberty" o "Fine Killing Liberty", è stato selezionato attraverso un sondaggio condotto dalla DSP Media su un gruppo di giovani sudcoreani. "Fin" significa "fine" in francese, e FinKL indica quindi l'intenzione del gruppo di "fermare l'oppressione della libertà". Il nome non ha avuto nessuna effettiva correlazione con l'attività del quartetto.

## Storia
I quattro membri del gruppo vengono scritturati dalla DSP Media da adolescenti: Ock Joo-hyun viene notata dopo aver vinto un talent show radiofonico della MBC con Hero di Mariah Carey; Lee Jin entra nell'agenzia tramite audizione; Sung Yu-ri viene avvicinata da un agente al liceo dopo aver finito di cantare; Lee Hyo-ri viene scoperta mentre si esibisce in un centro commerciale. Vengono lanciate nel maggio 1998 come competizione dichiarata delle SES, diventandone le uniche rivali; rispetto al loro stile pop, però, abbracciano un espressivo R&B. Il loro primo album, Blue Rain, è un successo commerciale immediato, e il quartetto vince tre gran premi alle cerimonie di premiazione sudcoreane.
Tra il 1998 e il 1999 si fanno conoscere con pezzi allegri quali To My Boyfriend, Forever Love e White, il cui album bissa il successo del primo, vendendo 590 000 copie. Quello stesso anno sono il primo gruppo a tenere un concerto solista su larga scala, esibendosi all'SK Olympic Handball Gymnasium. Durante i preparativi per il terzo lavoro in studio, decidono di pubblicare un album "2.5", Special, che esce a novembre e nel quale adottano un'immagine da ragazze più adulte e mature, conservata nel terzo album Now, pubblicato a ottobre 2000. Per l'omonima title track vengono sospettate di aver plagiato la colonna sonora del videogioco arcade EZ2DJ, opera tuttavia dello stesso compositore. Espandendo le proprie attività all'esterno del campo musicale, quello stesso anno vengono inserite tra i personaggi del videogioco Fast Food Restaurant di Gamania Korea, del quale sono modelle esclusive.
Nell'aprile 2001 pubblicano Melodies & Memories, un album "3.5" contenente i remake di una decina di loro hit. Trascorre un anno prima che esca il quarto album in studio, Eternity; dopodiché interrompono le attività di gruppo per dedicarsi alle rispettive carriere soliste, senza mai sciogliersi ufficialmente. Nel 2005 esce il singolo Forever FinKL. Si riuniscono informalmente negli anni seguenti apparendo come ospiti speciali ai rispettivi concerti solisti e incontri con i fan. Nel 2019 sono protagoniste del reality show Camping Club su JTBC, durante il quale viaggiano per la Corea del Sud in camper commemorando il loro ventunesimo anniversario. Il 22 settembre pubblicano il primo singolo inedito in quattordici anni, Like the Song Remains.

## Discografia

### Album in studio
- 1998 – Blue Rain
- 1999 – White
- 1999 – Special
- 2000 – Now
- 2001 – Melodies & Memories
- 2002 – Eternity

### Album dal vivo
- 1999 – 1999 FinKL First Live Concert

### Raccolte
- 2019 – FinKL Best Album

### Singoli
- 2005 – Forever FinKL
- 2019 – Like the Song Remains

## Riconoscimenti
- Golden Disc Award
  - 1998 – Esordiente dell'anno per Blue Rain[24]
  - 1999 – Album Bonsang per Forever Love[25]
  - 2000 – Album Bonsang per Now[26]
- KBS Music Award
  - 1998 – Miglior cantante (bonsang)[27]
- KMTV Music Award
  - 1999 – Miglior gruppo femminile per Forever Love[5]
  - 2001 – Bonsang[28]
- MBC Top 10 Singers Song Festival
  - 2000 – Cantante popolare (bonsang)[29]
  - 2001 – Cantante popolare (bonsang)[30]
- Mnet Asian Music Award
  - 1999 – Candidatura Miglior gruppo[31]
  - 2000 – Miglior gruppo femminile per Now[32]
- SBS Gayo Daejeon
  - 1999 – Daesang[5]
  - 1999 – Bonsang[5]
  - 2000 – Bonsang[33]
  - 2001 – Premio popolarità[34]
- Seoul Music Award
  - 1998 – Bonsang[35]
  - 1999 – Daesang[36]
  - 1999 – Bonsang[37]
  - 2000 – Bonsang[38]